# Alexandru Ciucă
Alexandru Ciucă (n. 23 august 1880, Săveni, Botoșani – d. 8 martie 1972, București), a fost un medic veterinar român, membru corespondent al Academiei Române din anul 1946.

## Distincții
- Semnul Onorific „Răsplata Muncii pentru 25 ani în Serviciul Statului” (13 octombrie 1941)[3]
- titlul de „Profesor Emerit al Republicii Populare Romîne” (13 octombrie 1964) „cu prilejul aniversarii a 100 de ani de la înființarea Universității din București, pentru activitate îndelungată, contribuție în dezvoltarea științei și merite deosebite în dezvoltarea învățămîntului superior”[4]